# Котские Альпы
Ко́тские А́льпы (фр. Alpes Cottiennes, итал. Alpi Cozie) — горы, часть Западных Альп на территории Франции и Италии.

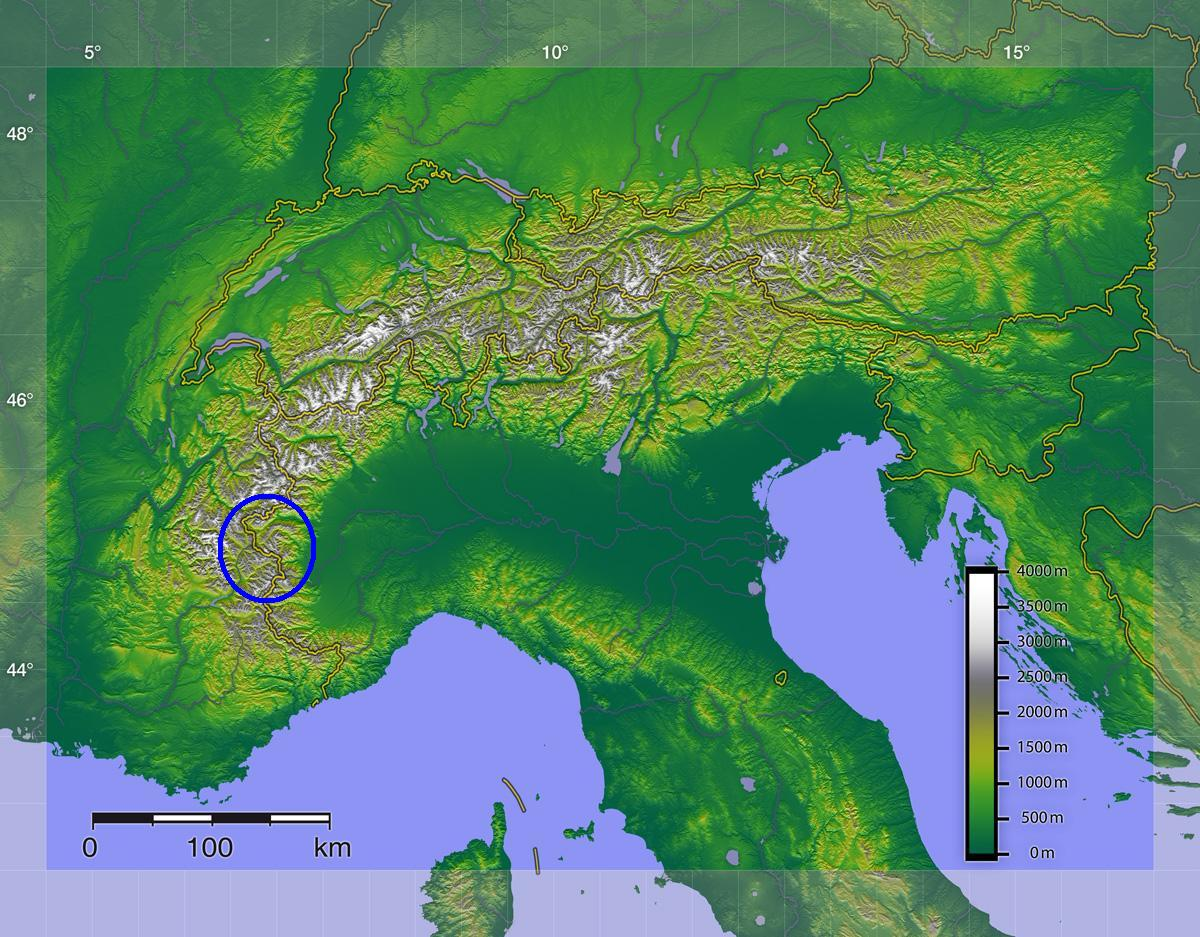
Котские Альпы на карте Альп

Котские Альпы отделены от Приморских Альп (на юге) перевалом Ларш (Маддалена), от Грайских Альп (на севере) — перевалом Мон-Сенис, от Альп Дофине (на западе) — перевалом Галибье.
Основные массивы и вершины:
- Монте-Визо (3841 м);
- Мон-Сени
  - Пуэнт-де-Ронс (3612 м);
- Серс
  - Гран-Галибье (3229 м);
- Кейра
  - Пик Рошбрюн (3320 м);
- Юбей/Орней
  - Эгюий-де-Шамбейрон (3412 м).

Название Котских Альп происходит от имени вождя лигурийских племен Коттия (лат. Marcus Julius Cottius, итал. Cozio), который в конце I века до н. э. добровольно подчинился Августу, получив титул префекта десятка окрестных племен.
По Котским Альпам проходит важнейшая автомобильная и железнодорожная магистраль Гренобль — Турин с туннелем Фрежюс.